# Alma mater

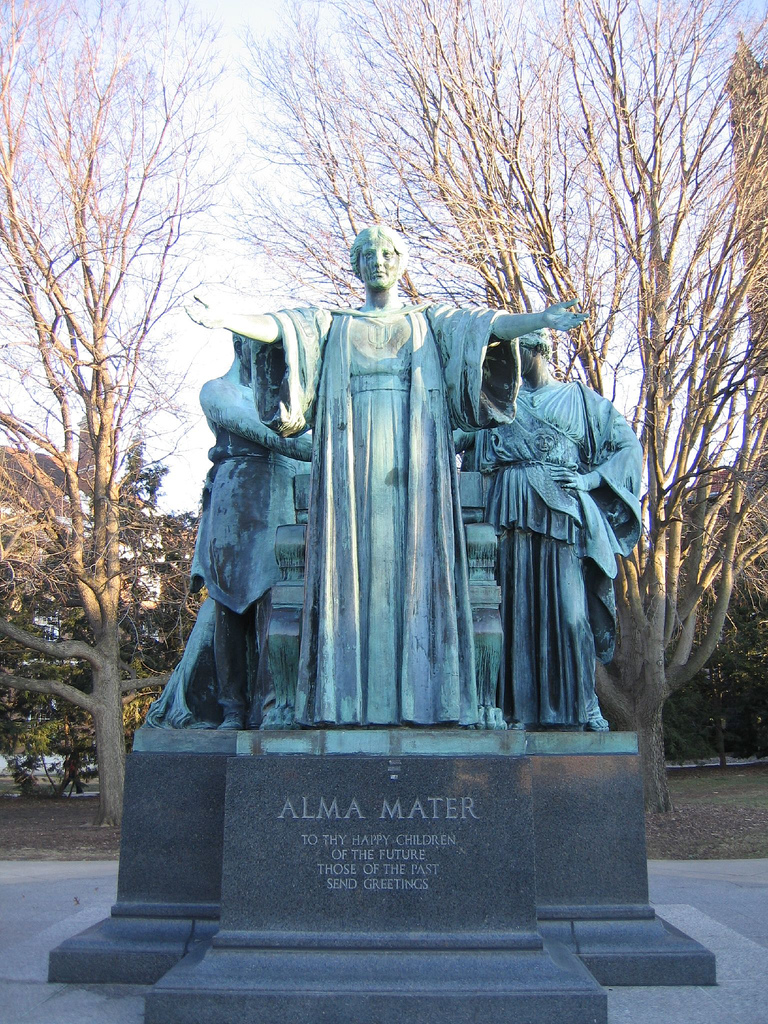
Sousoší Alma Mater na kampusu Illinoiské univerzity

Alma mater (z latiny matka živitelka) je původně antické označení pro bohyni matku (častěji označovanou jako magna mater, Velká matka). Ve středověké poezii se spojení někdy užívalo i pro Pannu Marii jako „Matku Boží“ (např. v hymnu Alma Redemptoris Mater). Nejstarší evropská univerzita v Boloni užívá motto Alma mater studiorum.
Odtud dnes spojení alma mater metaforicky označuje univerzitu nebo vysokou školu, na které student získal své vzdělání. Ve Spojených státech se podobně užívá i pro různé nižší školy a často označuje také školní hymnu, která těmito slovy začíná. Odchovanec školy se pak nazývá alumnus (mn. č. alumni; v češtině chovanec internátní školy).